# Mid Lavant (parish)
Mid Lavant var en civil parish fram till 1873 då den blev en del av Lavant, i grevskapet Sussex (nu West Sussex), i England. Civil parish var belägen 3 km från Chichester och hade 284 invånare år 1851.